# Омар I (маї Канему)
Омар I (*д/н — 1387) — останній маї (володар) імперії Канем та 1-й маї Борну в 1382—1387 роках.

## Життєпис
Походив з династії Сейфуа. Син маї Ідріса I. Після смерті останнього 1366 року відсторонений від трону стрийком Даудом I. Близько 1369 року разом з братами повстав проти нього. Лише 1371 року зазнав поразки й вимушений був замиритися.
За правління брата Османа II брав участь у війні проти держави білала. По загибелі останнього 1381 року почав боротьбу проти маї Абубакара I, а потім Дунами III.
Після перемоги над Дунамою III 1382 року залишався в складній ситуації, оскільки частина областей було сплюндровано білала, в інших — повстали різні претенденти та місцева знать. за порадою улемів переніс столицю держави з Нджімі до Каґі — на південний схід озера Чад.
В подальшому вимушений був боротися проти білала, утримуючи стару столицю та намагався приборкати повсталі області. також не зміг завадити вторгненням хауса з півдня та арабських племен з півночі.
Загинув Омар I в місцині Маґійя під час приборкання чергового повстання. Трон захопив Саїд I.